# Gregory Abbott

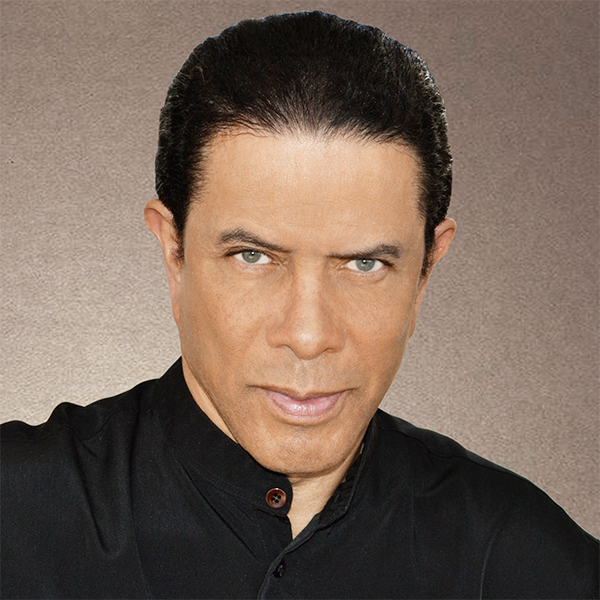
Gregory Abbott (2016)

Gregory Joel Abbott (* 2. April 1954 in New York) ist ein amerikanischer Soulmusiker, Sänger, Komponist und Musikproduzent.

## Biografie
Gregory Abbotts Mutter stammt aus Venezuela, sein Vater von der Insel Antigua. Abbott hat deshalb eine Doppelte Staatsbürgerschaft, zum einen von Antigua, zum anderen die der USA, wo er geboren wurde. Von seiner Mutter erhielt er bereits früh Klavierunterricht und Ermutigung, seine angenehme Gesangsstimme zu trainieren. Mit acht Jahren sang er im berühmten Chor der St. Patrick’s Cathedral, mit dem er sogar ein Album aufnahm und im Fernsehen auftrat.
Vor Beginn der musikalischen Karriere studierte Abbott Psychologie und machte seinen Master-Abschluss. Nebenfächer waren Musik und Darstellende Kunst. Seine Studienzeit an der Boston University, der University of Berkeley und der Stanford University finanzierte Abbott durch Auftritte mit einer Band. In dieser Zeit prägte er seinen musikalischen Stil. Während er dann in Berkeley als Dozent Englisch unterrichtete, behielt er seine Liebe zur Musik im Auge.
Schließlich entschied Abbott sich dafür, die Musik zum Beruf zu machen und feilte weiter an seinen Fähigkeiten als Singer-Songwriter, Gitarrist, Komponist, Produzent, Keyboarder und Schlagzeuger. Musikalisch trat er erstmals für ein Independent-Label als Backgroundsänger eines Duetts von Whitney Houston und ihrer Mutter Cissy in Erscheinung. Anschließend produzierte er Ahmet Ertegüns Band „EQ“ bei Atlantic Records.
Schon kurze Zeit später erschienen die Single Shake You Down und das gleichnamige Album. Der Song erreichte Platin-Status und wurde zum meistgespielten Airplay-Hit des Jahres in den USA, außerdem war es der Titel, der am schnellsten eine Million Radioeinsätze verbuchen konnte. Für seine Musik prägte der Sänger den Begriff „Groove-Ballade“, Kritiker und andere nannten den Stil auch „Wall Street Soul“.
Neben diversen hohen internationalen Chartplatzierungen bekam Gregory Abbott zahlreiche Ehrungen, darunter zwei Soul Train Music Awards als „Bester männlicher Sänger“ (Best Male Singer) und „Bester neuer Künstler“ (Best New Artist).
Auch außerhalb seiner Musikkarriere war Abbott erfolgreich, so war er auf sechs Modeseiten im Playboy zu sehen und wurde Teil eines Features über die zehn heißesten männlichen Künstler im Playgirl. Als er auch in Japan großen Erfolg hatte, wurde dort der Titelsong seines Albums I’ll Prove It to You für den Soundtrack eines Films verwendet. In Belgien spielte er in einem Video mit Stéphanie von Monaco, mit Brasiliens angesagtester Sängerin Rosanna nahm er ein Duett in englischer und portugiesischer Sprache auf.
Dann kam die seltene Gelegenheit, für einen Songwriter-Gipfel (MSLTW, Music Speaks Louder Than Words) nach Russland zu reisen. Danach wurde bei Epic Records ein Album mit Songs von 20 amerikanischen und russischen Spitzenkomponisten veröffentlicht, darunter bekannte Namen, wie Cyndi Lauper, Brenda Russell, Diane Warren, Barry Mann, Mike Stoller und Michael Bolton. Abbotts Beitrag wurde vom spanischen Popstar Emmanuel interpretiert.
Zurück in den USA sang er bei Aufnahmen für die Bill Cosby Show und veröffentlichte 1996 sein Album One World! mit Karibikeinflüssen, das er seinen Eltern widmete. Als gefragter Songwriter schrieb er für Ronnie Spector, Jennifer Warnes und Freda Payne, mit der er von 1976 bis 1979 verheiratet war. Das 2000er Album Eyes, Whispers, Rhythm, Sex … bot mehr Groove als die Vorgänger. Bis 2006 folgten zwei weitere Alben, Dancing the Inner Realm … und Rhyme and Reason. Erst 2011 veröffentlichte Abbott mit Drop Your Mask einen weiteren Longplayer.

## Diskografie

### Alben
| Jahr | Titel                | Höchstplatzierung, Gesamtwochen, AuszeichnungChartplatzierungen (Jahr, Titel, Platzierungen, Wochen, Auszeichnungen, Anmerkungen) | Höchstplatzierung, Gesamtwochen, AuszeichnungChartplatzierungen (Jahr, Titel, Platzierungen, Wochen, Auszeichnungen, Anmerkungen) | Höchstplatzierung, Gesamtwochen, AuszeichnungChartplatzierungen (Jahr, Titel, Platzierungen, Wochen, Auszeichnungen, Anmerkungen) | Höchstplatzierung, Gesamtwochen, AuszeichnungChartplatzierungen (Jahr, Titel, Platzierungen, Wochen, Auszeichnungen, Anmerkungen) | Höchstplatzierung, Gesamtwochen, AuszeichnungChartplatzierungen (Jahr, Titel, Platzierungen, Wochen, Auszeichnungen, Anmerkungen) | Höchstplatzierung, Gesamtwochen, AuszeichnungChartplatzierungen (Jahr, Titel, Platzierungen, Wochen, Auszeichnungen, Anmerkungen) | Anmerkungen                                                                         |
| Jahr | Titel                | DE | AT | CH | UK | US | R&B | Anmerkungen                                                                         |
| ---- | -------------------- | --- | --- | --- | --- | --- | --- | ----------------------------------------------------------------------------------- |
| 1986 | Shake You Down       | DE26 (11 Wo.)DE | — | CH21 (4 Wo.)CH | UK53 (5 Wo.)UK | US22 Gold · (36 Wo.)US | R&B5 (38 Wo.)R&B | Erstveröffentlichung: September 1986 Produzenten: Gregory Abbott, Charles Koppelman |
| 1988 | I’ll Prove It to You | — | — | — | — | US132 (9 Wo.)US | R&B17 (16 Wo.)R&B | Erstveröffentlichung: Mai 1988 Produzenten: Gregory Abbott, Charles Koppelman       |

Weitere Alben
- 1996: One World!
- 2002: Eyes, Whispers, Rhythm, Sex …
- 2005: Dancing the Inner Realm …
- 2011: Drop Your Mask

### Kompilationen
- 1998: Super Hits
- 2006: Rhyme and Reason

### Singles
| Jahr | Titel Album                                  | Höchstplatzierung, Gesamtwochen, AuszeichnungChartplatzierungen (Jahr, Titel, Album, Platzierungen, Wochen, Auszeichnungen, Anmerkungen) | Höchstplatzierung, Gesamtwochen, AuszeichnungChartplatzierungen (Jahr, Titel, Album, Platzierungen, Wochen, Auszeichnungen, Anmerkungen) | Höchstplatzierung, Gesamtwochen, AuszeichnungChartplatzierungen (Jahr, Titel, Album, Platzierungen, Wochen, Auszeichnungen, Anmerkungen) | Höchstplatzierung, Gesamtwochen, AuszeichnungChartplatzierungen (Jahr, Titel, Album, Platzierungen, Wochen, Auszeichnungen, Anmerkungen) | Höchstplatzierung, Gesamtwochen, AuszeichnungChartplatzierungen (Jahr, Titel, Album, Platzierungen, Wochen, Auszeichnungen, Anmerkungen) | Höchstplatzierung, Gesamtwochen, AuszeichnungChartplatzierungen (Jahr, Titel, Album, Platzierungen, Wochen, Auszeichnungen, Anmerkungen) | Anmerkungen                                             |
| Jahr | Titel Album                                  | DE | AT | CH | UK | US | R&B | Anmerkungen                                             |
| ---- | -------------------------------------------- | --- | --- | --- | --- | --- | --- | ------------------------------------------------------- |
| 1986 | Shake You Down                               | DE13 (15 Wo.)DE | AT18 (4 Wo.)AT | CH15 (6 Wo.)CH | UK6 Silber · (14 Wo.)UK | US1 Platin · (22 Wo.)US | R&B1 (27 Wo.)R&B | Erstveröffentlichung: August 1986 Autor: Gregory Abbott |
| 1987 | I Got the Feeling (It’s Over) Shake You Down | — | — | — | UK76 (4 Wo.)UK | US56 (11 Wo.)US | R&B5 (15 Wo.)R&B | Erstveröffentlichung: Januar 1987 Autor: Gregory Abbott |
| 1988 | I’ll Prove It to You                         | — | — | — | — | — | R&B5 (16 Wo.)R&B | Erstveröffentlichung: April 1988 Autor: Gregory Abbott  |
| 1988 | Let Me Be Your Hero I’ll Prove It to You     | — | — | — | — | — | R&B34 (10 Wo.)R&B | Erstveröffentlichung: August 1988 Autor: Gregory Abbott |

Weitere Singles
- 1986: You’re My Angel
- 1994: Handyman
- 1994: Do the Caribbean
- 2002: Sexual
- 2007: Middle of Harlem
- 2007: Shake You Down (Remake)
- 2008: Baby Mama

## Auszeichnungen
- Soul Train Music Award – Best Male Singer, Best New Artist
- New York Music Award – Best R&B Album, Best Debut Album, Best R&B Vocalist, Rising Star Award
- Black Gold Award – 2 Auszeichnungen
- New York Music Award
- R&B Award Las Vegas
- NY Image Award
- CEBA Awards Dinner (Communications Excellence Aimed at Black Audiences) – 2 Auszeichnungen
- Tokyo Music Festival – 1. Preis